# 浦電路駅
浦電路駅（ほでんろえき）は中華人民共和国上海市浦東新区に位置する上海地下鉄6号線の駅。
かつては当駅の近隣に位置する、4号線の駅も同名を名乗っていたが、こちらは2024年9月26日をもって「向城路駅」に改称している。

## 駅構造

### 6号線
島式ホーム1面2線を有する地下駅。駅構内は薄い珈琲色を基調にしている。

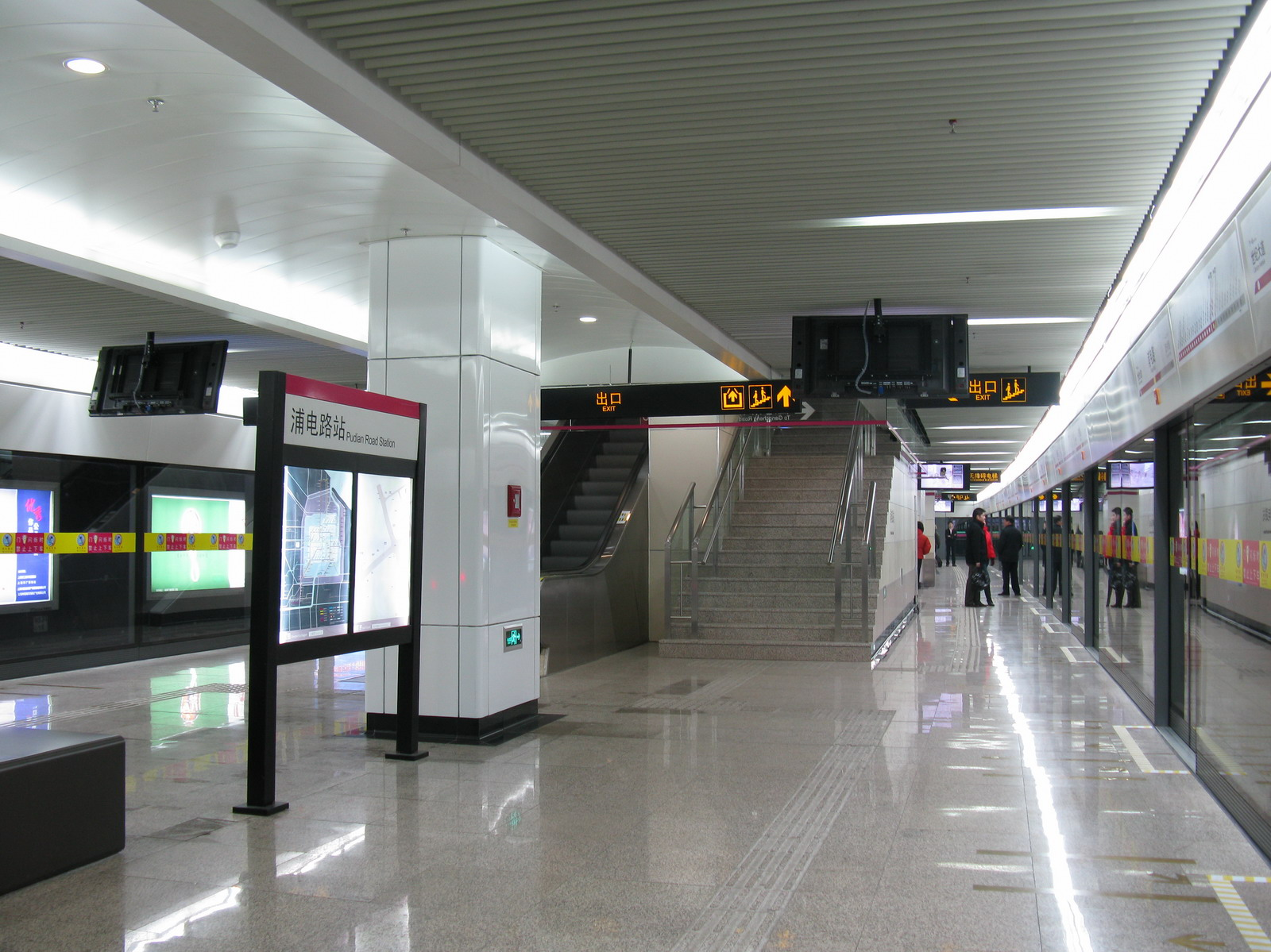
6号線ホーム
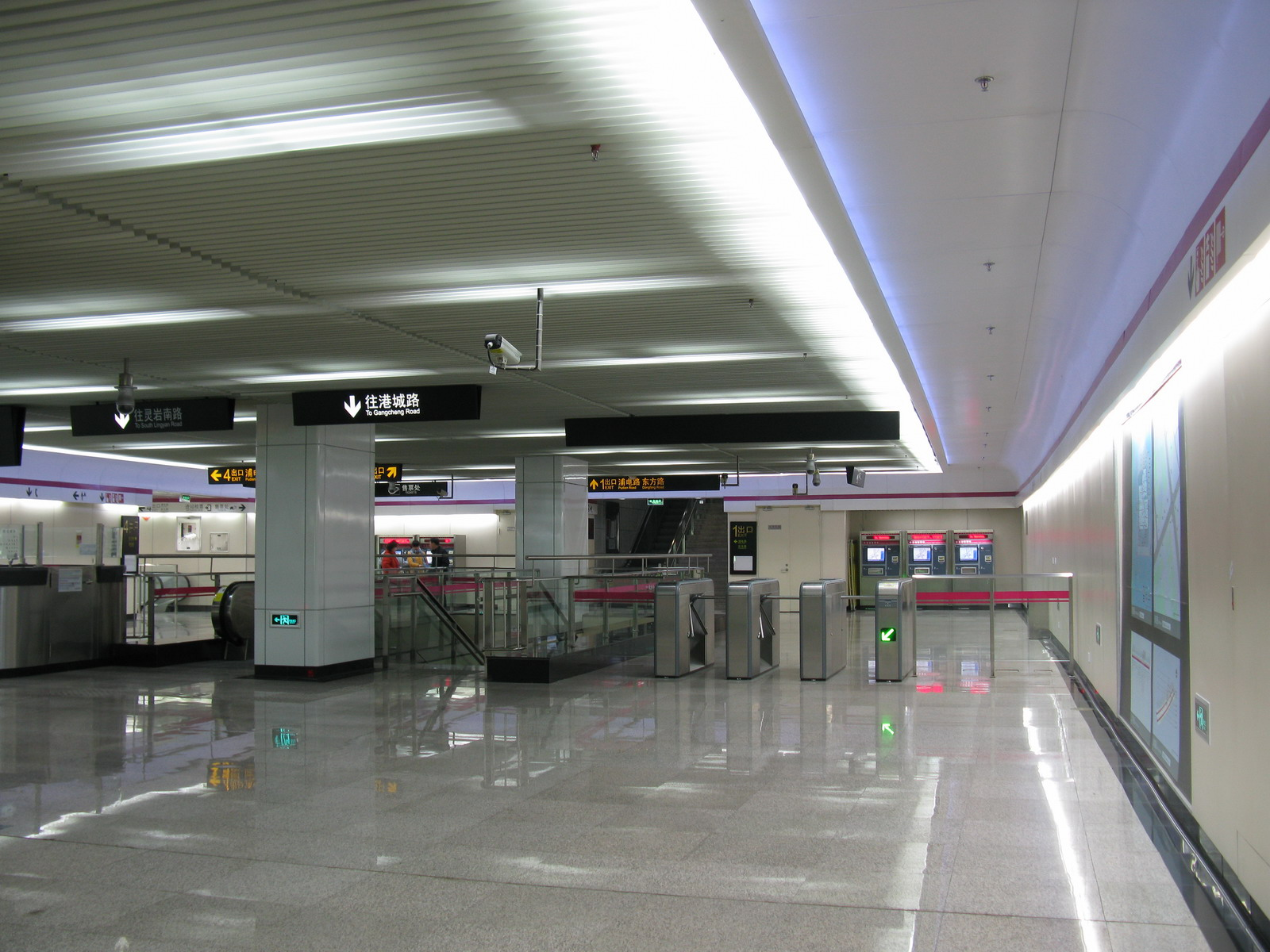
6号線コンコース

## 歴史
- 2007年12月29日 - 上海軌道交通6号線の駅として開業[2]。
- 2024年9月26日：4号線の駅が向城路駅という名称に改称されたことにより、4号線と6号線の駅が名実ともに別の駅となる[3]。

## 隣の駅
上海軌道交通
■6号線
世紀大道駅 - 浦電路駅 - 藍村路駅